# Florinskirche (Koblenz)

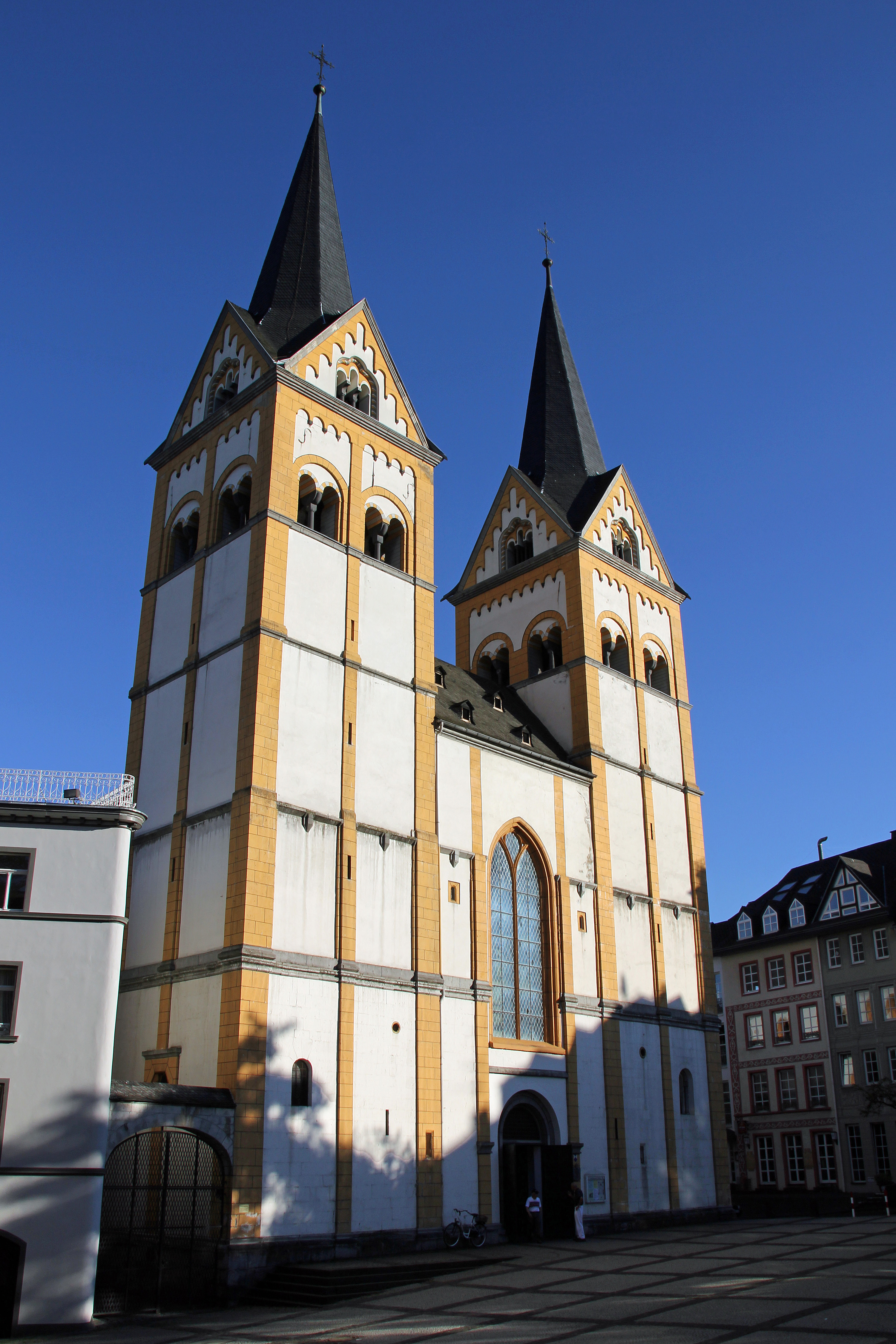
Die Florinskirche in Koblenz

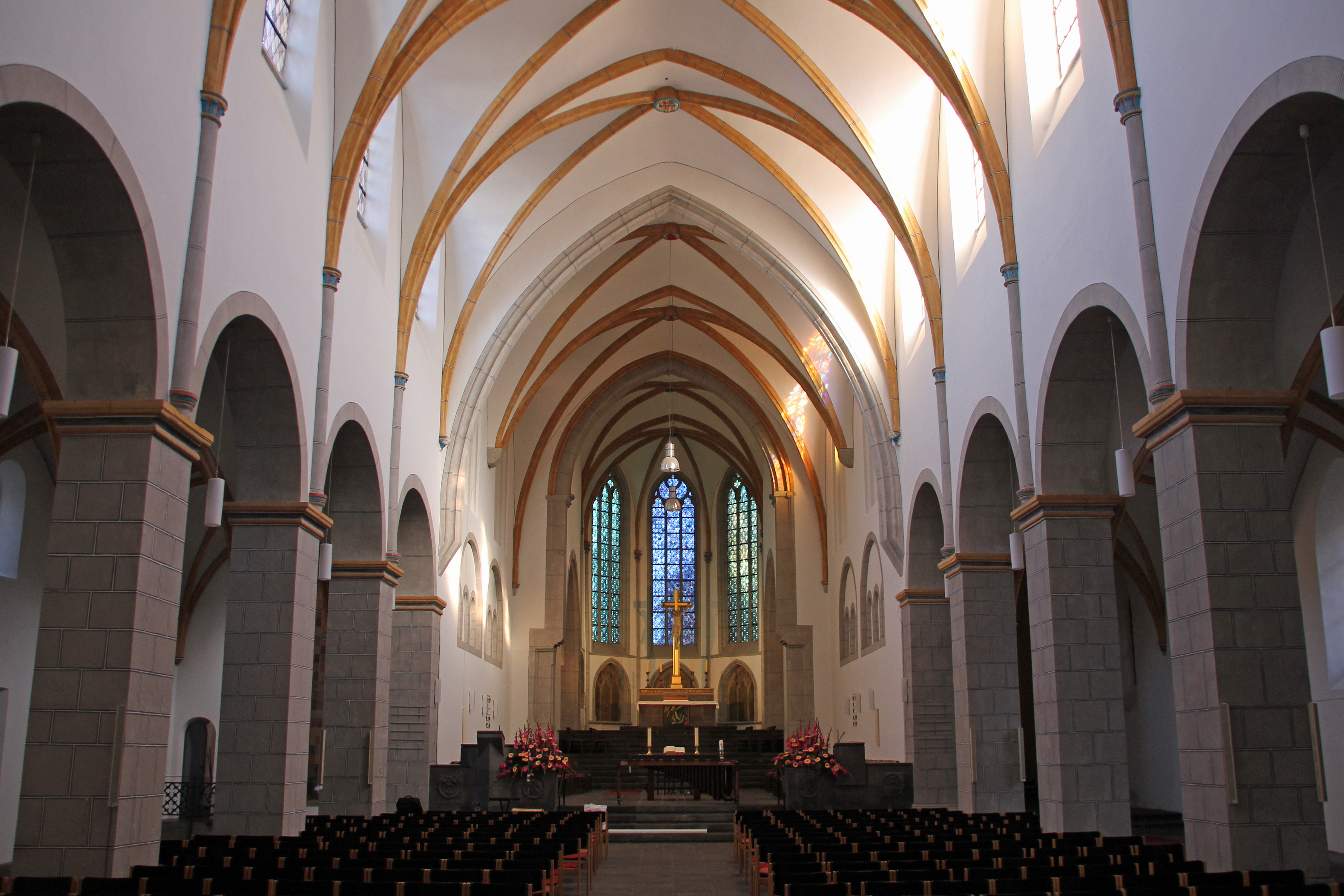
Innenraum

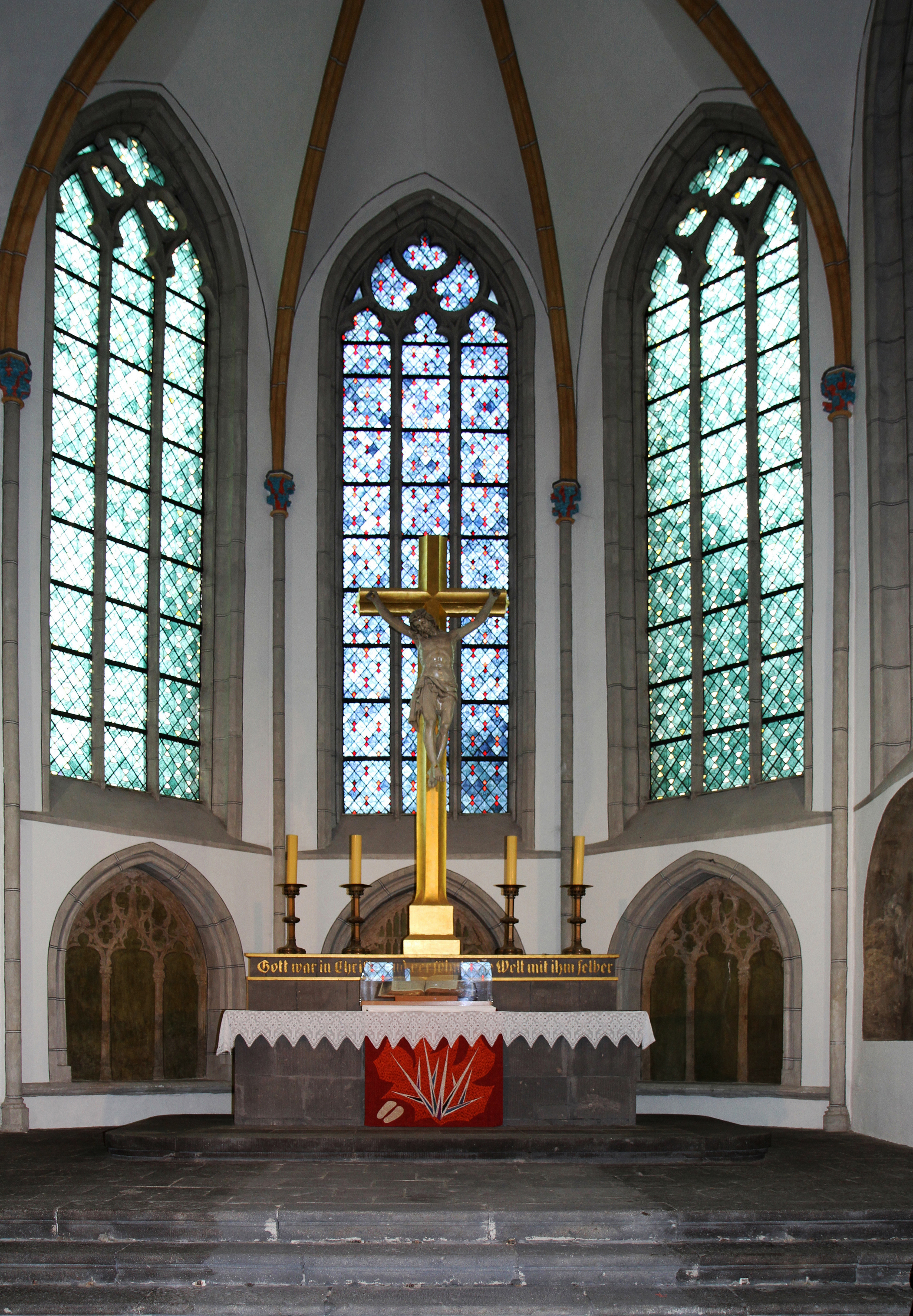
Hochaltar

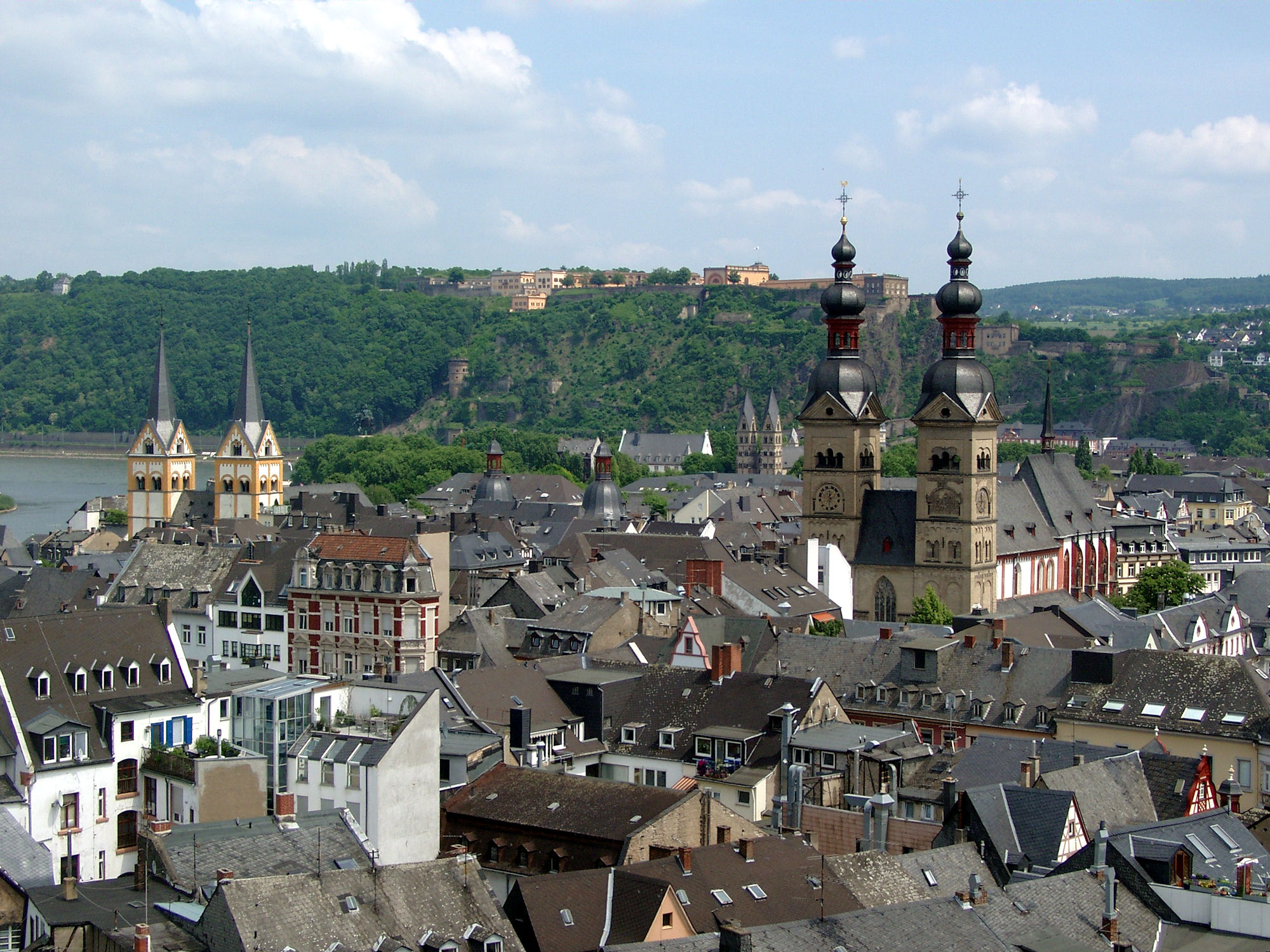
Florinskirche (links), Liebfrauenkirche (rechts) und im Hintergrund die Basilika St. Kastor

Die Florinskirche ist eine evangelische Kirche in der Altstadt von Koblenz. Das um 1100 errichtete und die Stadtsilhouette mit beherrschende Kirchengebäude gehörte zum Chorherren-Stift St. Florin, das 1802 säkularisiert wurde. Danach wurde es 1820 der evangelischen Kirchengemeinde Koblenz (im Kirchenkreis Koblenz, der heute zur Evangelischen Kirche im Rheinland gehört) zugewiesen. Der frühmittelalterliche Kirchenbau ist ein Musterbeispiel für die romanische Sakralbaukunst am Mittelrhein. Die Florinskirche bildet zusammen mit dem Bürresheimer Hof, dem Alten Kaufhaus und dem Schöffenhaus ein Ensemble aus vier historischen Gebäuden am Florinsmarkt. Sie befindet sich zu gleichen Teilen im Besitz des Landes Rheinland-Pfalz, in der Rechtsnachfolge von Preußen, und der Evangelischen Kirchengemeinde Koblenz-Mitte.

## Geschichte
Ursprünglich eine Marienkirche mit zugehörigem Kloster, ist die Florinskirche möglicherweise aus der Kapelle des benachbarten fränkischen Königshofes hervorgegangen. An der Stelle des angenommenen Königshofes, in dem König Childebert von Austrien angeblich 586 Hof hielt, befindet sich heute der Pfarrhof der Liebfrauenkirche. Etwa 938 bis 948, nachdem die Reliquien Florins aus Remüs (Schweiz) übertragen worden waren, wurde die damalige Kirche allein diesem Heiligen geweiht.
Um 1100 erfolgte ein Neubau unter dem Stiftspropst Bruno von Lauffen, dem späteren Trierer Erzbischof, als romanische dreischiffige Kirche. Die damals flach gedeckte Pfeilerbasilika bezog auf der Ostseite Teile der römisch-fränkischen Stadtmauer ein. Nach seiner Wahl zum Erzbischof schenkte Bruno am 1. August 1110 dem Nikolaus-Altar der Stiftskirche ein in unmittelbarer Nachbarschaft gelegenes Haus als Hospital St. Nikolaus und stattete dieses mit Streuland in Koblenz, Kapellen, Wellmich, Kestert, Mallendar, Kadenbach, Leutesdorf, Lay, Mayen und Rhens aus. Erzbischof Theoderich von Wied rief 1216 die Ritter des Deutschen Ordens nach Koblenz, die sich unter anderem ebenfalls der Armenfürsorge widmeten, und schenkte ihnen einen Teil des Geländes der Kastorkirche sowie das St.-Nikolaus-Hospital, das anschließend auf das Gelände der Deutschordenskommende verlegt wurde (an die Stelle der späteren Trotzenburg). Das ursprüngliche romanische Hospitalgebäude (Unterm Stern 11) wurde 1855 abgebrochen. Eine Urkunde aus dem Jahr 1215 belegt die Schenkung des Florinstifts an den Templerhof zu Breisig (Brysich).
Mitte des 14. Jahrhunderts wurde mit Unterstützung von Erzbischof Balduin von Luxemburg die romanische Apsis der Kirche durch eine gotische ersetzt. In den Jahren 1582 bis 1614 folgte die Einwölbung des östlichen Langhauses. Anfang des 17. Jahrhunderts wurden die Glockentürme erneuert. 1671 musste die Martinskapelle auf der Südseite der Kirche abgebrochen werden, um eine Straßenverbindung zwischen Florinsmarkt und Kornmarkt zu schaffen. Gleichzeitig erhielt der Bau eine stärkere Südwand. Während der Belagerung von Koblenz 1688 im Pfälzischen Erbfolgekrieg wurde die Stadt von französischen Truppen beschossen. Dabei wurde die Florinskirche schwer beschädigt und das Mittelschiffgewölbe zerstört, das aber bereits zwischen 1708 und 1711 erneuert werden konnte. Um 1710 erhielt die Kirche, wohl von Philipp Honorius Ravensteyn geplant, ein neues Südportal mit der Figur des hl. Florin. Nachdem der südliche Turm 1791 durch Blitzschlag und Brand zerstört worden war, entschloss man sich, die neuen Turmhelme niedriger zu bauen. Die Planungen dazu gingen auf Entwürfe des Hofbaumeisters Peter Joseph Krahe und des Baumeisters Nikolaus Lauxen zurück.
Im Jahr 1794 besetzten im Ersten Koalitionskrieg französische Revolutionstruppen Koblenz. Das Stift St. Florin wurde 1802 von den Franzosen säkularisiert und damit aufgehoben. Danach wurde das Kirchengebäude als Militärmagazin genutzt. Zwischen 1807 und 1811 wurde das Kircheninventar verkauft, das Schulhaus, die angrenzenden Stiftsgebäude und der Kreuzgang niedergelegt. Napoleon veranlasste 1807, dass die Kirche zu einem städtischen Schlachthaus mit Verkaufsständen umfunktioniert werden sollte. Dazu kam es jedoch nicht, da Koblenz 1815 an Preußen fiel.
König Friedrich Wilhelm III. übertrug das Gebäude im Jahr 1818 der evangelischen Militär- und Zivilgemeinde. Die anschließende Wiederherstellung des Kirchengebäudes und der Ausstattung fand unter der Leitung von Johann Claudius von Lassaulx statt. Das Gotteshaus wurde 1820 als evangelische Pfarrkirche geweiht und somit zum ersten evangelischen Kirchengebäude in Koblenz. Die 1791 aufgesetzten Turmhelme wurden bei der gründlichen Restaurierung der Kirche unter Hermann Cuno 1899 beseitigt und durch Spitzdächer ersetzt. In den Jahren 1929 bis 1930 wurde im Zuge von Restaurierungsarbeiten im Inneren bei archäologischen Grabungen unter der gotischen Apsis das Fundament eines römischen Stadtmauerturms gefunden. Die Dächer der dreischiffigen Pfeilerbasilika brannten 1944 bei einem Luftangriff aus, dabei wurde auch das Gewölbe des ehemaligen Stiftchores zerstört. Der Wiederaufbau erfolgte im Jahr 1951. Außen wurde die Kirche zuletzt 1970 restauriert. Dabei entstand auch eine neue Ausmalung nach dem Vorbild der am Triumphbogen gefundenen Reste der alten gotischen Bemalung.

## Bau und Ausstattung

### Außen

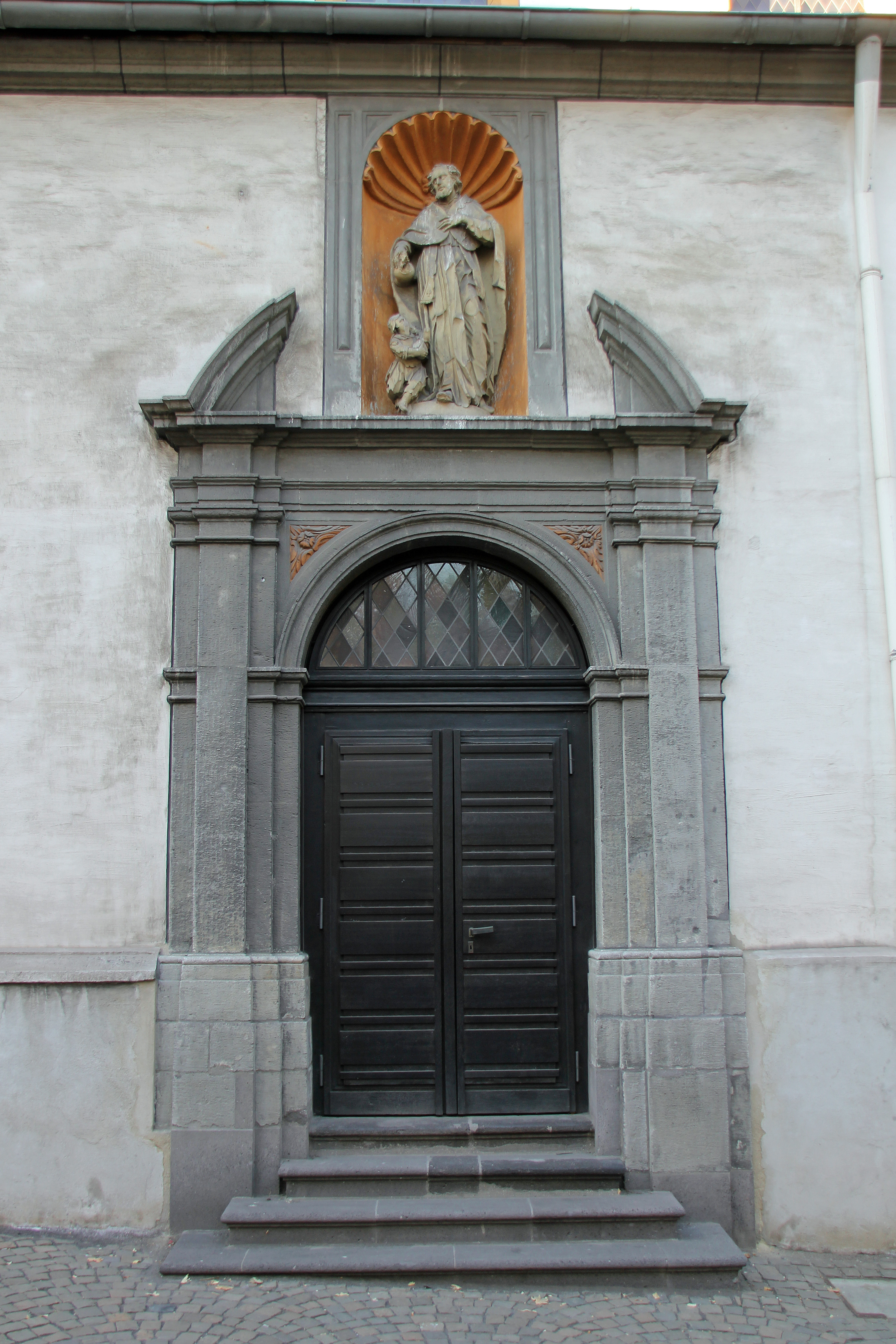
Südportal mit der Figur des hl. Florin

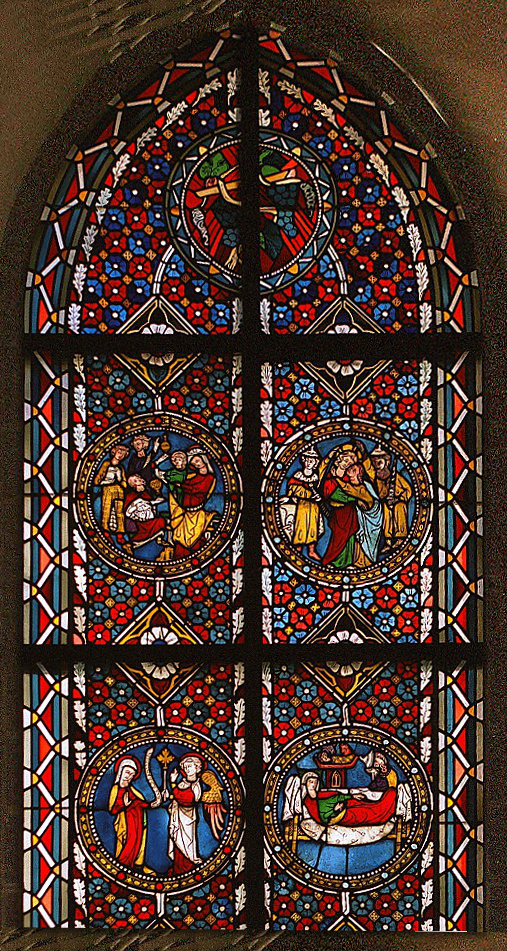
Fenster mit vier Rundscheiben aus der Zeit um 1300

Das romanische Kirchengebäude wird vom wehrhaften Westbau am Florinsmarkt mit seinen alles überragenden beiden Türmen dominiert. Der Außenbau ist weiß verputzt, der Sockel und die Gesimse sind hellgrau, die sonstigen gliedernden Elemente gelb mit roten Fugen angestrichen. Die Glockengeschosse der Türme haben charakteristische romanische Säulenbiforien. Der darüber befindliche Dreiecksgiebel stammt aus dem 13. Jahrhundert, die Spitzhelme sind von 1899. Das große nachgotische Maßwerkfenster am Westbau stammt aus dem 17. Jahrhundert. Die Dächer sind mit Schiefer gedeckt. Die gotische Apsis und die Strebepfeiler sind hellgrau mit dunklen Fugen gefasst.

### Innen
Der Westbau ist in das Kirchenschiff integriert. Das Schiff bezieht die ursprünglich tonnengewölbte, heute nachgotisch kreuzrippengewölbte Erdgeschosshalle sowie die Turmerdgeschosse mit ein und ist somit in voller Breite zum Langhaus geöffnet. Die dreischiffige Pfeilerbasilika wird von fünf eng gestellten rundbogigen Pfeilerarkaden geteilt. Die Wände und Gewölbe sind kalkweiß verputzt, die Pfeiler bestehen aus hellgrauen Quadern mit aufgemalten Fugen.
Das Stiftschor schließt sich östlich an das Langhaus an und liegt einige Stufen höher; es ist durch einen kräftigen Chorbogen abgesetzt. Hier stand ursprünglich der Lettner mit Kreuzaltar. An das Stiftschor schließt sich östlich ein Querhaus (Kapitelhaus) mit drei Räumen an. Darunter ist noch ein Teil des Kreuzganges erhalten geblieben. Ursprünglich wurde dieses um 1200 errichtete und aus Tuffsteinquadermauerwerk bestehende Kapitelhaus wohl als Sakristei, das Obergeschoss als Schatzhaus genutzt.
Die mittelalterliche und barocke Ausstattung der Kirche wurde Anfang des 19. Jahrhunderts fast vollständig zerstört. Das ehemals in der Kirche angebrachte Epitaph des Trierer Kurfürsten Jakob II. von Baden befindet sich heute in der Stiftskirche Baden-Baden, wohin es von seiner Familie gerettet wurde. Außer einigen Bruchstücken in Museumsbesitz zeugen in der Kirche nur noch Reste an Wandmalereien aus dem 14./15. Jahrhundert von ehemaligen Altären an der Außenseite des Stiftschores und von dem ursprünglich ausgedehnten Bilderschmuck der Florinskirche. Im Chor sind zudem noch Wandgemälde von Januarius Zick vorhanden, die aber mehrfach restauriert wurden und daher kaum noch Originalsubstanz aufweisen.
Zwei der Buntglasfenster enthalten jeweils vier im Durchmesser etwa 24 Zentimeter große Rundscheiben aus dem frühen 14. Jahrhundert, die Freiherr vom und zum Stein anlässlich der Wiedereröffnung der Kirche 1819/20 stiftete. Die Darstellungen auf den Scheiben zeigen die Verkündigung und die Geburt Jesu, die Anbetung der Könige und die Gefangennahme Jesu sowie Geißelung, Kreuzigung, Grablegung und Auferstehung. Wahrscheinlich stammen diese Bilder aus der Kirche in Dausenau an der Lahn. Ebenfalls im 14. Jahrhundert entstanden zwei 0,50 Meter × 1,00 Meter große viereckige Scheiben, die zusammen mit einer wesentlich neueren in das dreiteilige Fenster der Taufkapelle eingesetzt sind. Auch sie hatte Freiherr vom und zum Stein besessen; sie kamen möglicherweise aus der Klosterkirche Arnstein bei Nassau.
Barocke Blattgirlanden schmücken den ansonsten schlichten Innenraum der Kirche. Im Gewölbe des Nordturms stehen zwei fränkische Steinsärge, die 1929 bei Ausgrabungen im Kirchengarten gefunden wurden. Im Deckengewölbe der Taufkapelle ist eine Kanonenkugel angebracht, die an die Beschießung der Kirche durch französische Truppen 1688 erinnern soll. Mehrere Trierer Erzbischöfe fanden in der Kirche ihre letzte Ruhe.

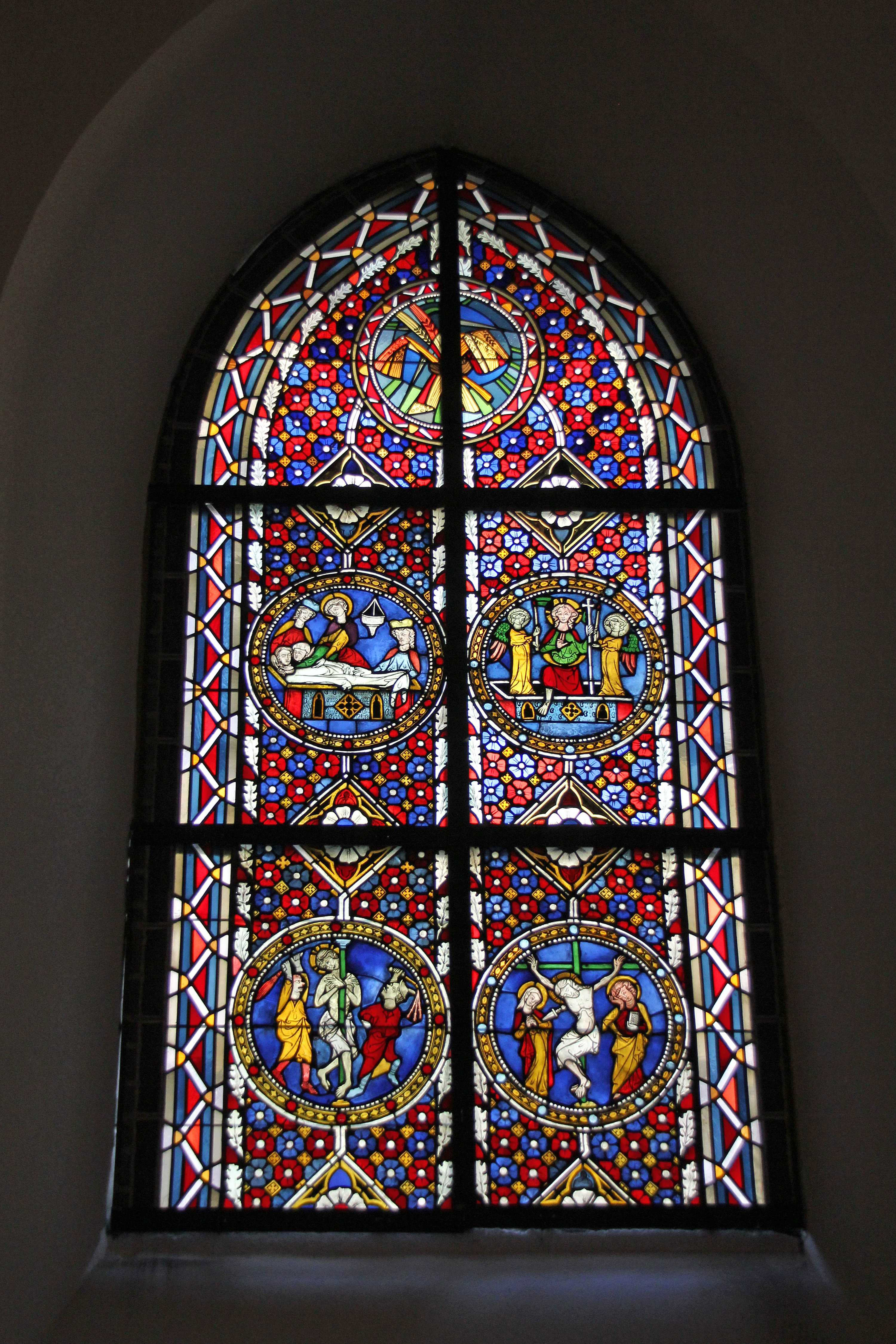
Fenster mit Rundbildern, seit 1819/20 in St. Florin
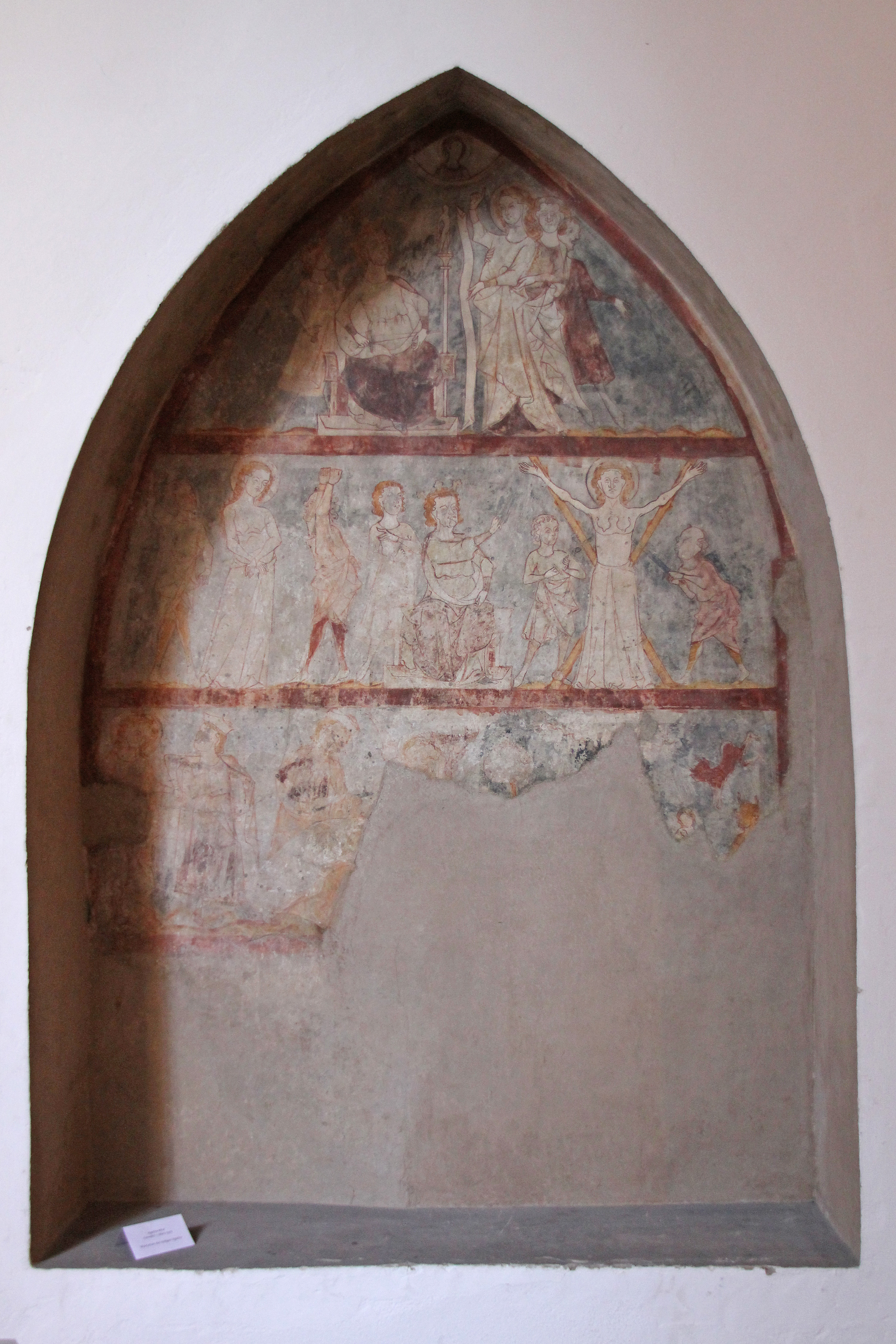
Alte gotische Wandmalerei
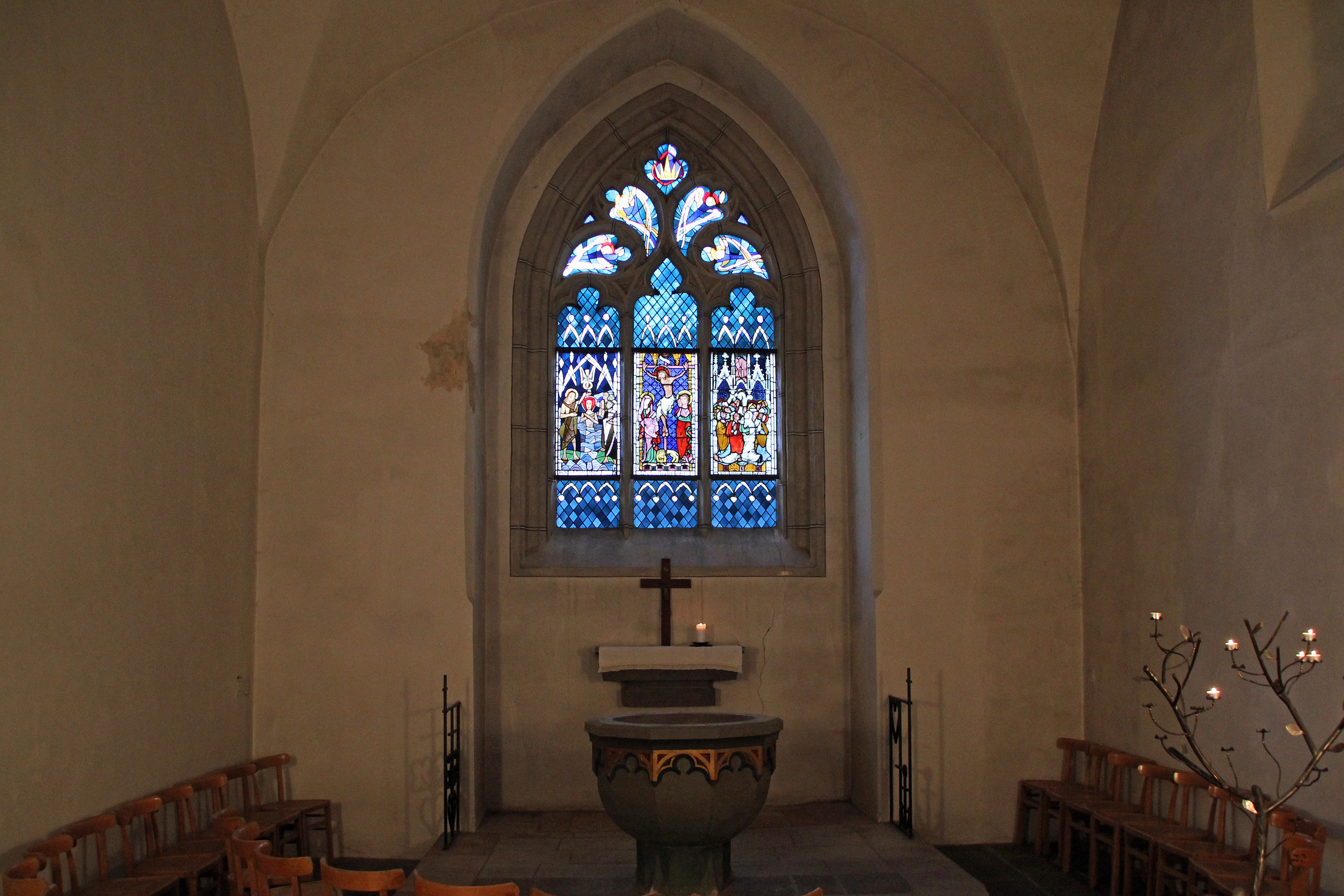
Taufkapelle
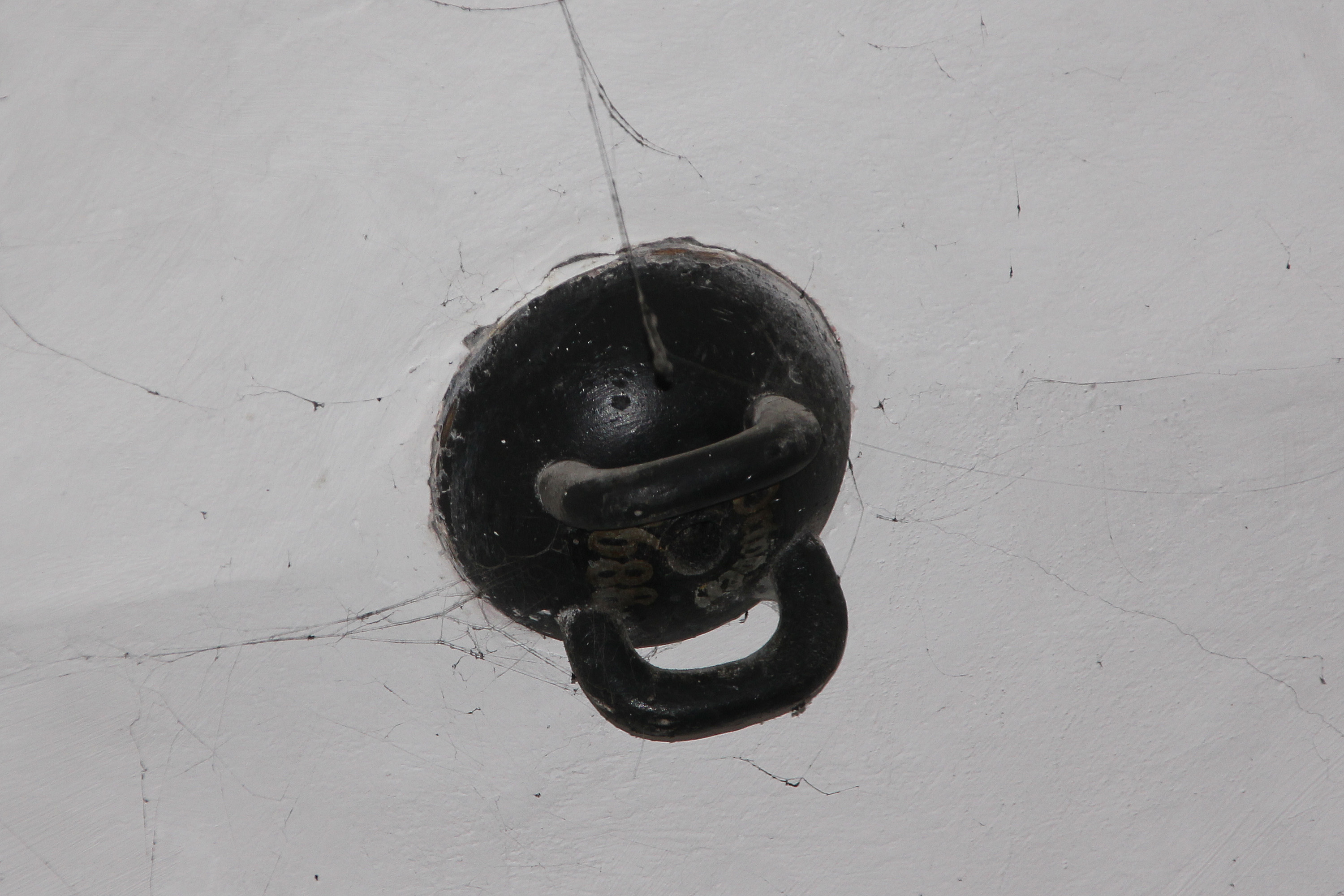
Kanonenkugel von 1688 in der Taufkapelle
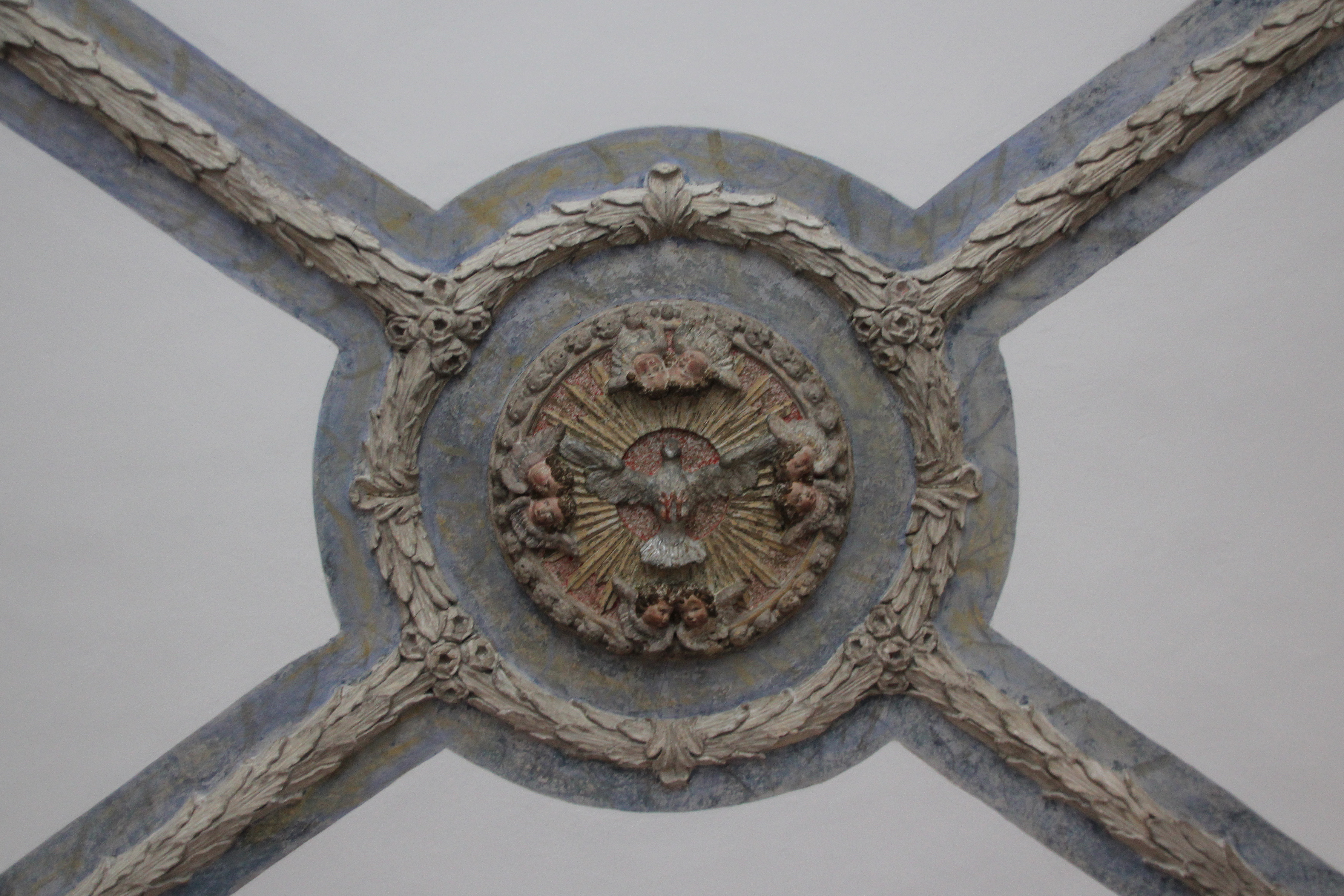
Taube des Heiligen Geistes an der Decke der Vorhalle

### Orgel

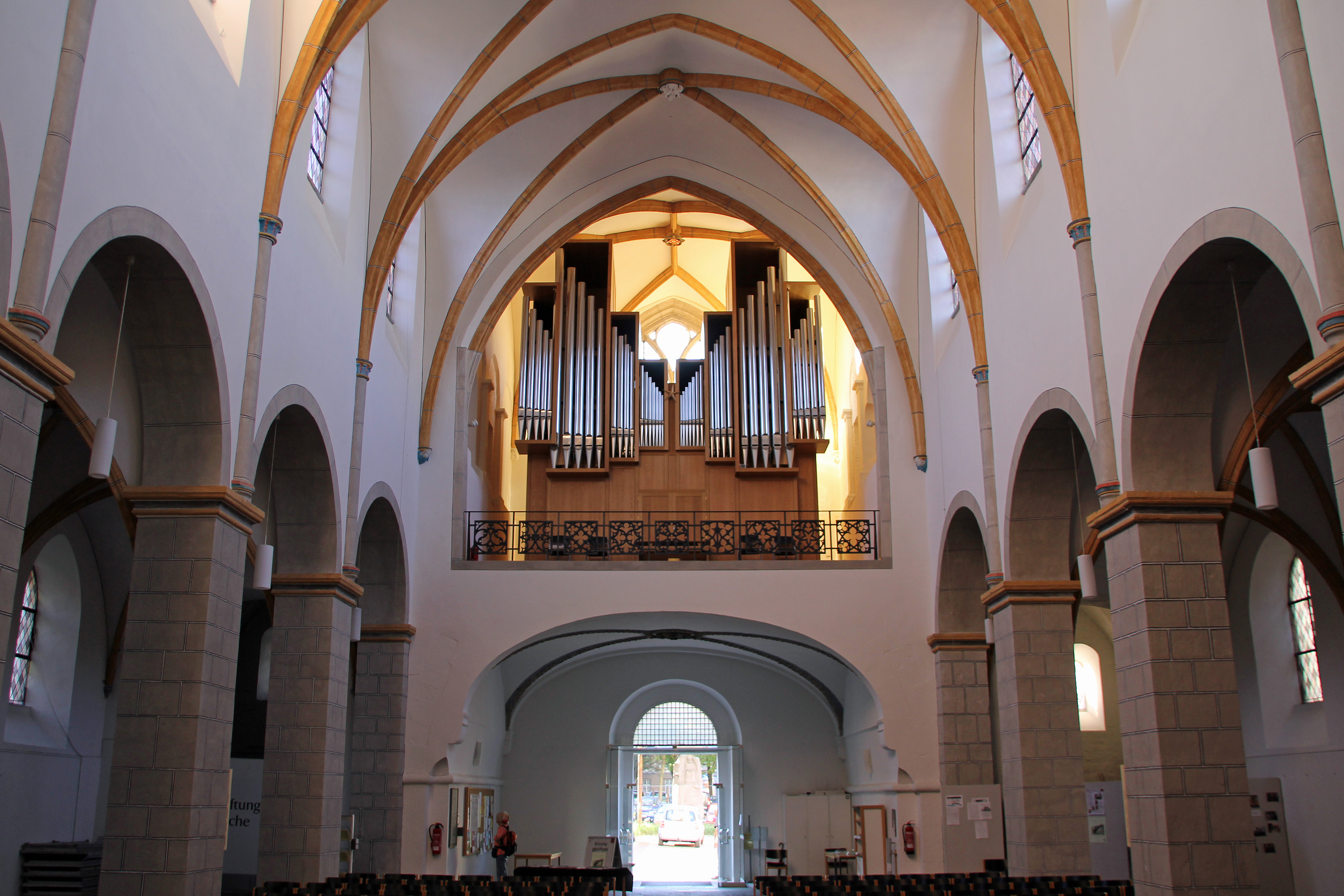
Innenraum mit der 2010 neu installierten Orgel

Zur evangelischen Weihe der Kirche 1820 wurde eine Stumm-Orgel installiert. Durch einen Schwelbrand 1970 wurde sie zerstört. Im Jahr 1973 wurde eine neue Orgel der Firma Oberlinger in Betrieb genommen, die jedoch weniger Klangqualität bot. Daher entschied man sich Ende der 2000er Jahre, ein europaweit ausgeschriebenes Orgelbauprojekt in Auftrag zu geben.
Die heutige Orgel der Florinskirche wurde 2010 von Förster & Nicolaus (Lich) erbaut. Das dreimanualige und 16 Tonnen schwere Instrument hat 45 Register mit 3729 Pfeifen, zuzüglich sechs extendierte Register im Pedal, sowie ein Glockenspiel und einen Zimbelstern als Nebenregister. Die Spieltrakturen sind mechanisch, die Registertrakturen elektrisch. Die Gesamtkosten betrugen rund 850.000 Euro und wurden je zur Hälfte privat und vom Land Rheinland-Pfalz finanziert.
| I Hauptwerk C–a3 |                 |       |
| 1.               | Großgedackt     | 16′   |
| 2.               | Principal       | 8′    |
| 3.               | Rohrflöte       | 8′    |
| 4.               | Gamba           | 8′    |
| 5.               | Octave          | 4′    |
| 6.               | Flûte allemande | 4′    |
| 7.               | Quinte          | 2 ⁄3′ |
| 8.               | Superoctave     | 2′    |
| 9.               | Cornett V       | 8′    |
| 10.              | Mixtur IV–VI    | 1 ⁄3′ |
| 11.              | Trompete        | 16′   |
| 12.              | Trompete        | 8′    |
|                  | Tremulant       |       |

| II Positiv C–a3 |                   |       |
| 13.             | Quintathön        | 16′   |
| 14.             | Principal         | 8′    |
| 15.             | Salicional        | 8′    |
| 16.             | Flauto traverso   | 8′    |
| 17.             | Lieblich Gedackt  | 8′    |
| 18.             | Singend Principal | 4′    |
| 19.             | Blockflöte        | 4′    |
| 20.             | Waldflöte         | 2′    |
| 21.             | Larigot           | 1 ⁄3′ |
| 22.             | Sesquialtera II   | 2 ⁄3′ |
| 23.             | Scharff IV        | 1′    |
| 24.             | Dulcian           | 16′   |
| 25.             | Cromorne          | 8′    |
|                 | Tremulant         |       |

| III Schwellwerk C–a3 |                 |        |
| 26.                  | Viola d’amour   | 16′    |
| 27.                  | Horn-Prinzipal  | 8′     |
| 28.                  | Tibia           | 8′     |
| 29.                  | Viola pomposa   | 8′     |
| 30.                  | Voix céleste    | 8′     |
| 31.                  | Bordun          | 8′     |
| 32.                  | Fugara          | 4′     |
| 33.                  | Nachthorn       | 4′     |
| 34.                  | Nazard          | 2 ⁄3′  |
| 35.                  | Flautino        | 2′     |
| 36.                  | Terz            | 1 3⁄5′ |
| 37.                  | Fourniture IV–V | 2′     |
| 38.                  | Fagott          | 16′    |
| 39.                  | Trompette harm. | 8′     |
| 40.                  | Hautbois        | 8′     |
| 41.                  | Clairon harm.   | 4′     |
|                      | Tremulant       |        |

| Pedal C–g1 |                          |        |
| 42.        | Untersatz                | 32′    |
| 43.        | Principalbass            | 16′    |
|            | Subbass (Ext Nr. 42)     | 16′    |
|            | Octavbass (Ext Nr. 43)   | 8′     |
|            | Gedacktbass (Ext Nr. 42) | 8′     |
|            | Tenorbass (Ext Nr. 43)   | 4′     |
| 44.        | Großmixtur IV            | 5 1⁄3′ |
| 45.        | Kontraposaune            | 32′    |
|            | Posaune (Ext Nr. 45)     | 16′    |
|            | Trompete (Ext Nr. 45)    | 8′     |

- Koppeln:
  - Normalkoppeln: II/I, III/I, III/II, I/P, II/P, III/P
  - Superoktavkoppeln: II/I, II/II, III/I, III/II, III/III, III/P
  - Suboktavkoppeln: II/I, II/II, III/I, III/II, III/III,
- Nebenregister: Zimbelstern, Glockenspiel (Positiv); Euphrasia
- Spielhilfen: Elektronische Setzeranlage mit 30.000 Kombinationen, Crescendowalze.

### Glocken
Im Südturm hängen fünf Glocken. Die älteste Glocke stammt von 1511. Gießerei Rincker vervollständigte 1960 das Geläut um vier Glocken.
Glocke 1: Sterbegl.  d’+4  1325 kg ø 1321 mm    1960 Gebr. Rincker (Sinn)
Glocke 2: Floringl.  f’+7    850 kg  ø 1130 mm    1511 Peter von Echternach
Glocke 3: Betgl.  a’+6   478 kg  ø   935 mm    1960 Gebr. Rincker (Sinn)
Glocke 4: Vaterunsergl.  b’+5   394 kg  ø   870 mm    1960 Gebr. Rincker (Sinn)

Glocke 5: Trau-/Taufgl.  c’’+6  292 kg  ø   792 mm    1960 Gebr. Rincker (Sinn)

## Denkmalschutz
Die Florinskirche ist ein geschütztes Kulturdenkmal nach dem Denkmalschutzgesetz (DSchG) und in der Denkmalliste des Landes Rheinland-Pfalz eingetragen. Sie liegt in der Denkmalzone Altstadt.
Seit 2002 ist die Florinskirche Teil des UNESCO-Welterbes Oberes Mittelrheintal. Des Weiteren ist sie ein geschütztes Kulturgut nach der Haager Konvention und mit dem blau-weißen Schutzzeichen gekennzeichnet.

## Tonträger
Thomas Heywood: Festive Fantasia (Aufnahme vom 26. September 2012), Label: Classical, 2012